# Phyllolepis
Phyllolepis ("escama hoja") es el género tipo del grupo Phyllolepida, un taxón extinto de placodermos artródiros, el cual vivió durante el Devónico en lo que hoy es Europa y América del Norte. La especie de Phyllolepis, P. concéntrica, vivió únicamente durante la etapa del Fameniense en las aguas dulces del Devónico.
Phyllolepis vivió en ambientes de agua dulce, posiblemente en ríos y arroyos. Al igual que con todos los demás  filolépidos, las especies de Phyllolepis se consideran como depredadores ciegos, que vivían en el fondo del agua y que detectaban a sus presas a través de órganos sensoriales presentes en los surcos de la superficie de sus placas de blindaje (que dan a sus placas un aspecto distintivo de "superficie de madera u hojas"). Sus fósiles se encuentran en Europa y América del Norte.